# Gare de Château-Thierry
Gare de Château-Thierry vasútállomás Franciaországban, Château-Thierry településen.

## Vasútvonalak
Az állomást az alábbi vasútvonalak érintik:
- Noisy-le-Sec-Strasbourg-Ville-vasútvonal

## Kapcsolódó állomások
A vasútállomáshoz az alábbi állomások vannak a legközelebb:
- Gare de Dormans
- Gare de Chézy-sur-Marne (Paris Gare de l’Est, ligne P)
- Gare de La Ferté-sous-Jouarre